# アレッポの大モスク
アレッポの大モスク（アレッポのだいモスク、英語: Great Mosque of Aleppo、アラビア語: جامع حلب الكبير Jāmi‘ Halab al-Kabīr）は、アレッポのウマイヤ・モスク（英語: Umayyad Mosque of Aleppo、アラビア語: جامع بني أمية بحلب Jāmi‘ Bani Umayah Bi-Halab）とも称されるシリアの都市アレッポにある最大かつ最古のモスクの1つである。世界遺産である古代都市アレッポのアル＝ジャッルーム (al-Jalloum) 地区にあるアル＝マディーナ・スーク (Al-Madina Souq) の入口近くに位置する。モスクには洗礼者ヨハネの父ザカリアの遺骸が残ると伝えられ、ジャミア・ザカリーエ (Jamia Zakariye) とも称される。8世紀初頭に建立されたが、現在の建造物は11世紀から14世紀に始まる。ミナレットは1090年に建てられ、2013年4月、シリア内戦の戦闘のなかで破壊された。

## 歴史

### 創建
大モスクの敷地は、かつてヘレニズム時代のアゴラ（広場）であり、後にシリアのローマ支配のキリスト教の時代には聖ヘレナの大聖堂の庭であった。
モスクは、かつて大聖堂の墓地としてあった土地を押収して建てられた。後の伝承によると、その場所に最古のモスクの建設が715年、ウマイヤ朝のカリフ、アル＝ワリード1世（Al-Walid I、在位705-715年）によって開始され、717年、彼の弟である後継者スライマーン・イブン・アブドゥルマリク（Sulayman bin Abd al-Malik、在位715-717年）により終了した。
建築史家K. A. C. クレスウェルは、その後者による建造について、スライマーンの意図を「ダマスカスの大モスクにおける彼の兄アル＝ワリードの業績と同等であること」であったと記した13世紀アレッポの歴史家イブン・アル＝アディーム (Ibn al-Adim) より引用している。そのほか伝承では、アル＝ワリードがいわゆる「キュロスの教会」からの資材を使ってモスクを建立したと信じられている。
一方で、建築史家ジェレ・L. バカラクは、おそらくモスクの創設者は、アル＝ワリードとスライマーンの兄弟であり、710年以前、少なくともスライマーンの統治の初期まで地方州（ジュンド・キンナスリン〈Jund Qinnasrin〉）の知事を務めたマスラマ・イブン・アブドゥルマリク (Maslama ibn Abd al-Malik) であったと記している。結果的に、これはモスクの建造が双方のカリフの統治間に行われたことの信頼性を示すといえる。また、 マスラマのキンナスリン知事という職制は、東ローマ帝国（ビザンティン帝国）やアルメニア人に対する戦役や、彼の知事職より上の、イラク、イラン領アゼルバイジャン、上メソポタミア、アルメニア (Arminiya) の地域に関心を寄せた早期アラブの歴史家より、ほとんど無視された。バカラクはさらに、ビザンティンを攻撃する主要な基地であるアレッポにおいて大会場のモスクをマスラマに割り当てたことは、「必要に迫られたものでなければ、妥当であった」としている。

### 修築

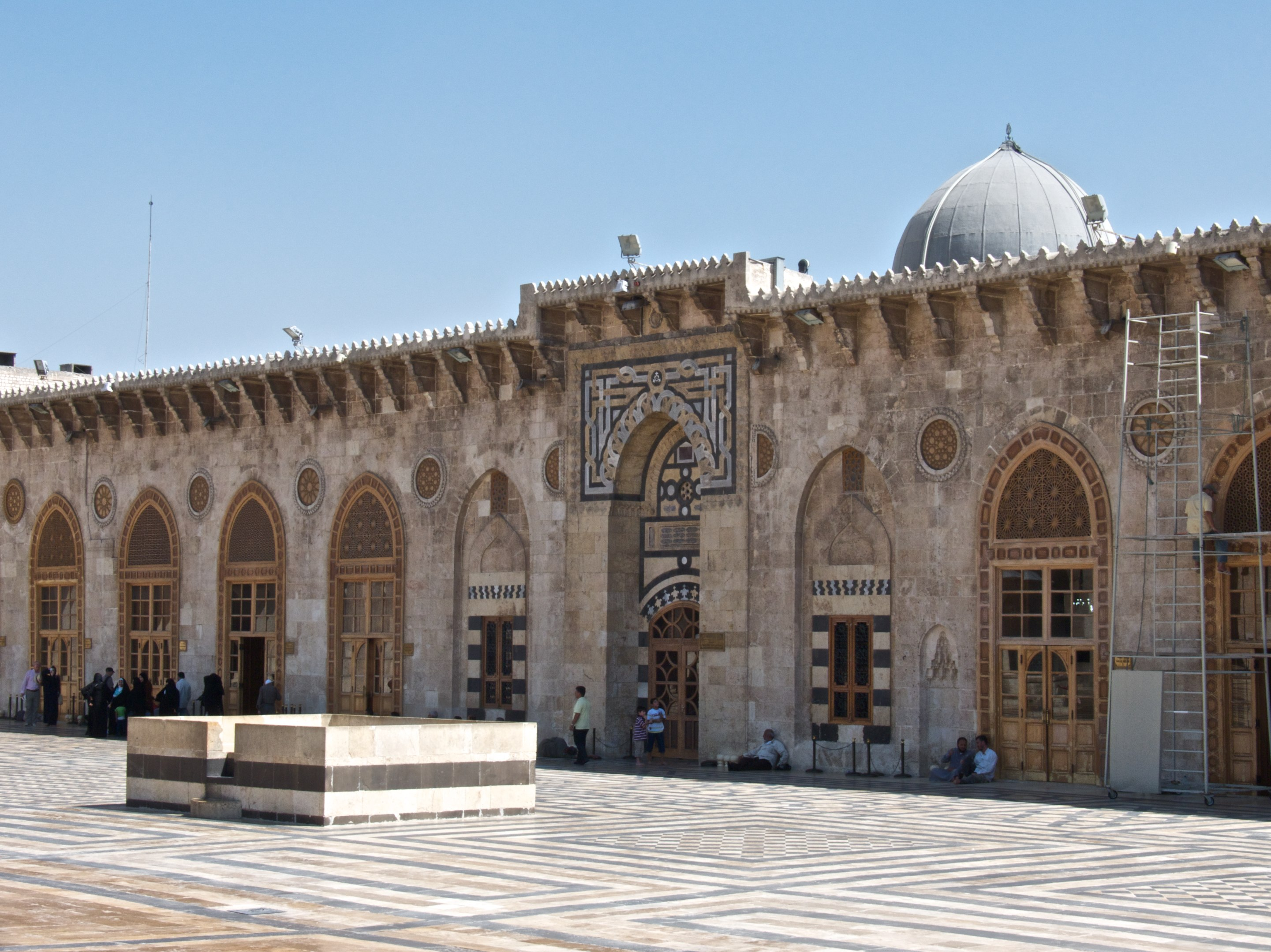
中庭から見た内部ファサード

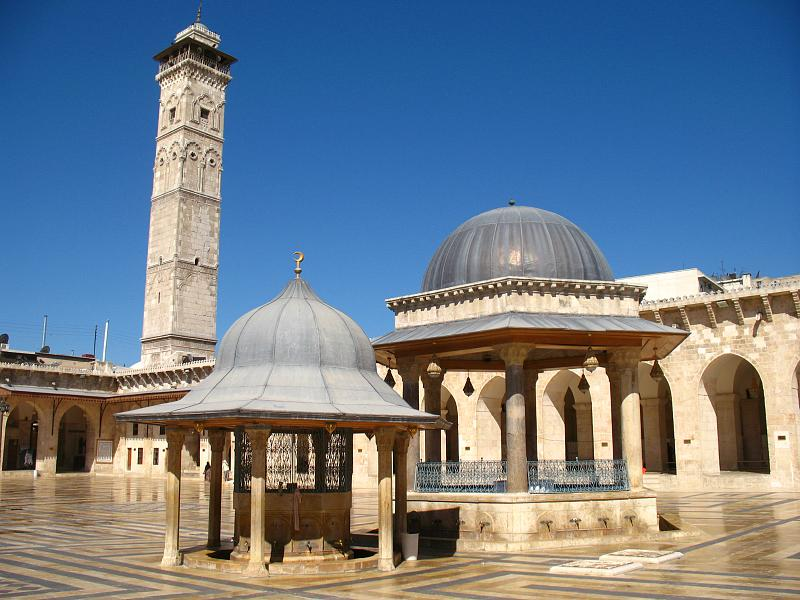
中庭の泉亭とミナレット

11世紀後半、ミルダース朝がアレッポを支配し、モスクの中庭に単一ドーム形の泉亭を構築した。モスクの北西の角には高さ45メートルのミナレットが、シリア・セルジューク朝のトゥトゥシュ（Tutush、在位1085-1095年）の時代に、アレッポ統治者アーク・サンクル・アル＝ハージブ (Aq Sunqur al-Hajib) の治世であった1090年、アレッポのシーア派のカーディー（イスラームの裁判官）アブール・ハサン・ムハンマド (Abu'l Hasan Muhammad) により建造され、建設は1094年に完成した。その事業の建築家は Hasan ibn Mufarraj al-Sarmini であった。
モスクは、ウマイヤ朝初期の建築物を崩壊させた1169年の大火災の後、ザンギー朝の君主（スルターン）ヌールッディーン（Nur ad-Din、在位1146-1174）によって修復、拡張された。 1260年、モスクはモンゴルにより破壊された。
マムルーク朝統治（1260-1516年）の時代には、修復および改造が行われた。彫られたクーフィー体とナスフ体の碑文が、模様やムカルナスにおいて様式化した装飾の交互の縞模様とともにミナレット全体を飾った。君主カラーウーン (Qalawun) は、1285年、焼き尽くされたミフラーブ（キブラないしメッカの方向を示す壁龕）を取り換えた。その後、君主アン＝ナースィル・ムハンマド（1293-1341年）が統治した間に、新しいミンバル（説教師の説教壇）が構築された。
モスクの中庭とミナレットは、2003年に修復された。

### シリア内戦

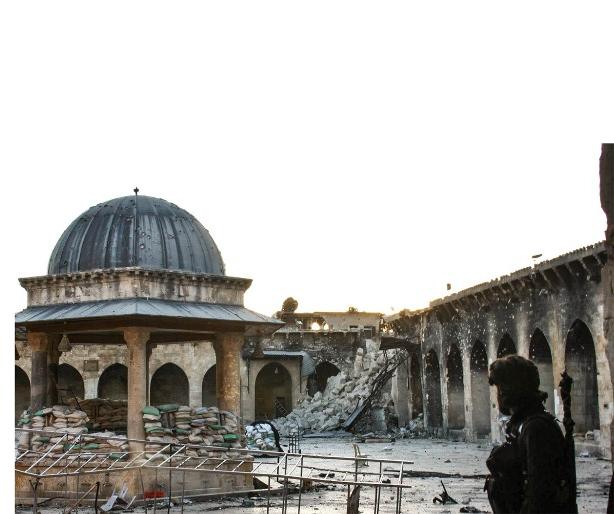
2013年、ミナレット崩壊後のモスク

2012年10月13日に、モスクは武装した自由シリア軍とシリア軍の武装集団間との戦闘において深刻な損傷を受けた。バッシャール・アル＝アサド大統領は、2013年末までにモスクの修復委員会を設ける大統領令を発布した
。
モスクは2013年初頭に反乱軍により掌握され、2013年4月には激しい戦闘域内にあって、政府軍は200メートル（660フィート）離れて駐留していた。
2013年4月24日、モスクのミナレットは、シリア内戦において政府軍と反政府勢力の間で激しく銃火が交錯するなか瓦礫と化した。シリア・アラブ通信社 (SANA) は、アル＝ヌスラ戦線のメンバーがミナレット内で爆薬を爆発させたと報じたが、反体制派は、ミナレットはシリア軍の戦車砲火による攻撃の一環に破壊されたと伝えた。アル＝ヌスラ戦線の関与とする国営メディアによる主張に対して、反対派の報道はそれらをモスク周辺で政府軍と交戦中であったタウヒード旅団からの反乱者と説明した。反体制派の主要な政治集団であるシリア国民連合 (SNC) は、ミナレットの破壊を非難し、それを「消すことのできない恥」であり「人類の文明に対する犯罪」と非難した。

## 建築

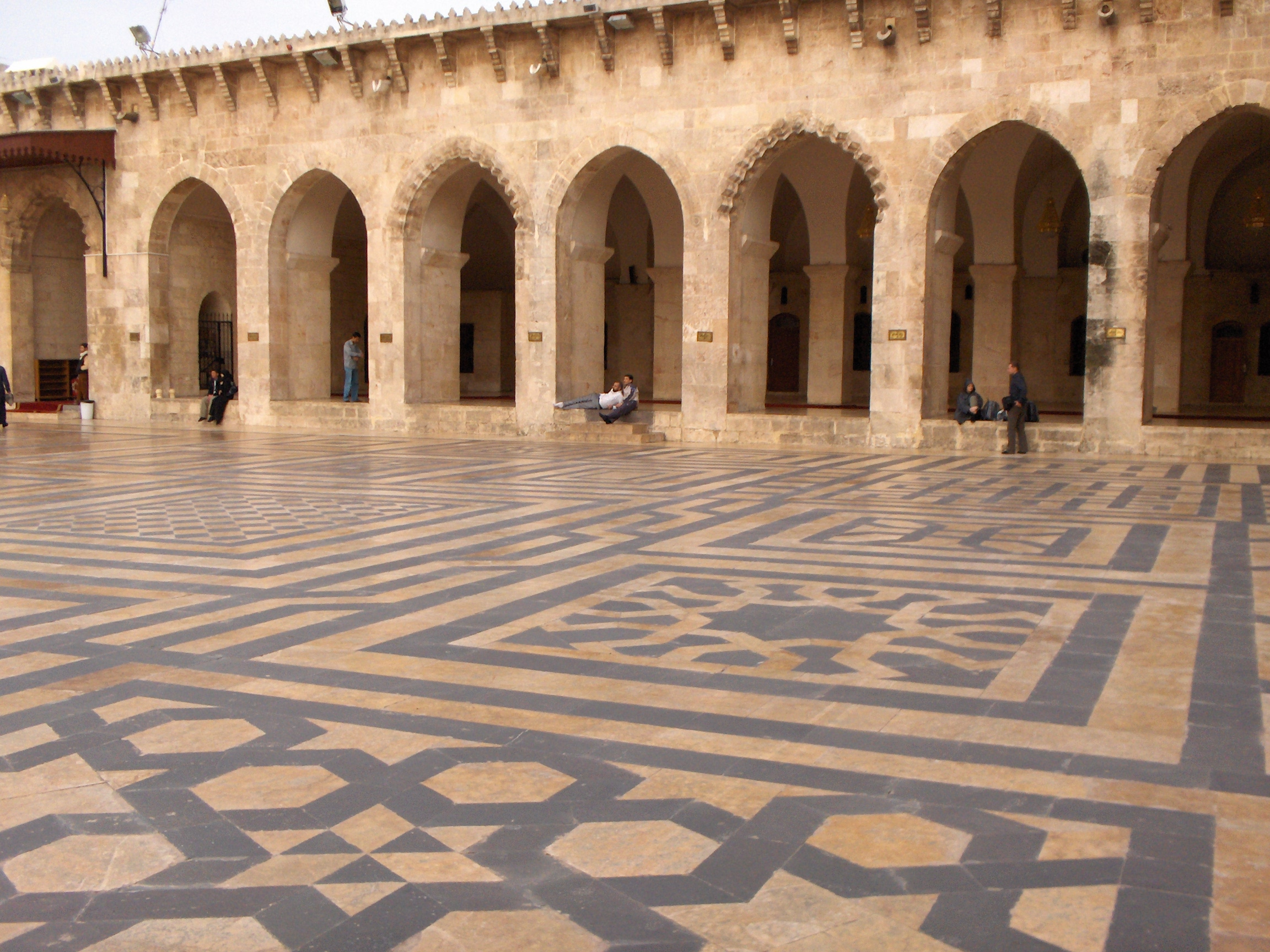
中庭と回廊

### 中庭
大モスクは、ポルチコに囲まれた広い大理石の中庭がある多柱式設計など、ダマスカスの大モスクと多くの建築的類似性をもつ。広大な中庭は、列柱式回廊の裏に配置されたモスクのさまざまな区域に繋がる。その中庭は複雑な幾何学的配置を構成する黒と白の交互の石敷においてよく知られる。2基の清めの泉（泉亭）には、双方とも屋根がある。また中庭には開かれた祈りの演壇や日時計もある。

### ミナレット
ミナレットの柱体は、広間の一画の平らな屋根から突き出た、最頂部がベランダに囲まれた5層よりなった。ムカルナス型のコーニスが柱体からベランダ頂部を分割していた。その建造は大部分が洗練された切石積みで造られ、ミナレットはレリーフの装飾で重厚に飾られていた。その階層には、尖頭アーチや連続的な繰形があった。ミナレットの石造建築は、軽妙かつ鋸歯状の道具を用いた重厚さをもつ長短、縦横の彫刻と、繊細かつ粗雑な仕上げ、それに大小の石が混在していた。
ミナレットは、イスラム教建築全体のなかで非常に独特なものとされた。考古学者エルンスト・ヘルツフェルドは、ミナレットの建築様式は「地中海文明の産物」であるとして、その四面のファサードはゴシック建築の要素を伴うと記している。一方、人類学者 Yasser Tabbaa は、モスクは古代北シリアの教会の延長であり、「主にアレッポとエデッサ間の地域に集中する完全に局在的なもの」であるとした。

### 内部

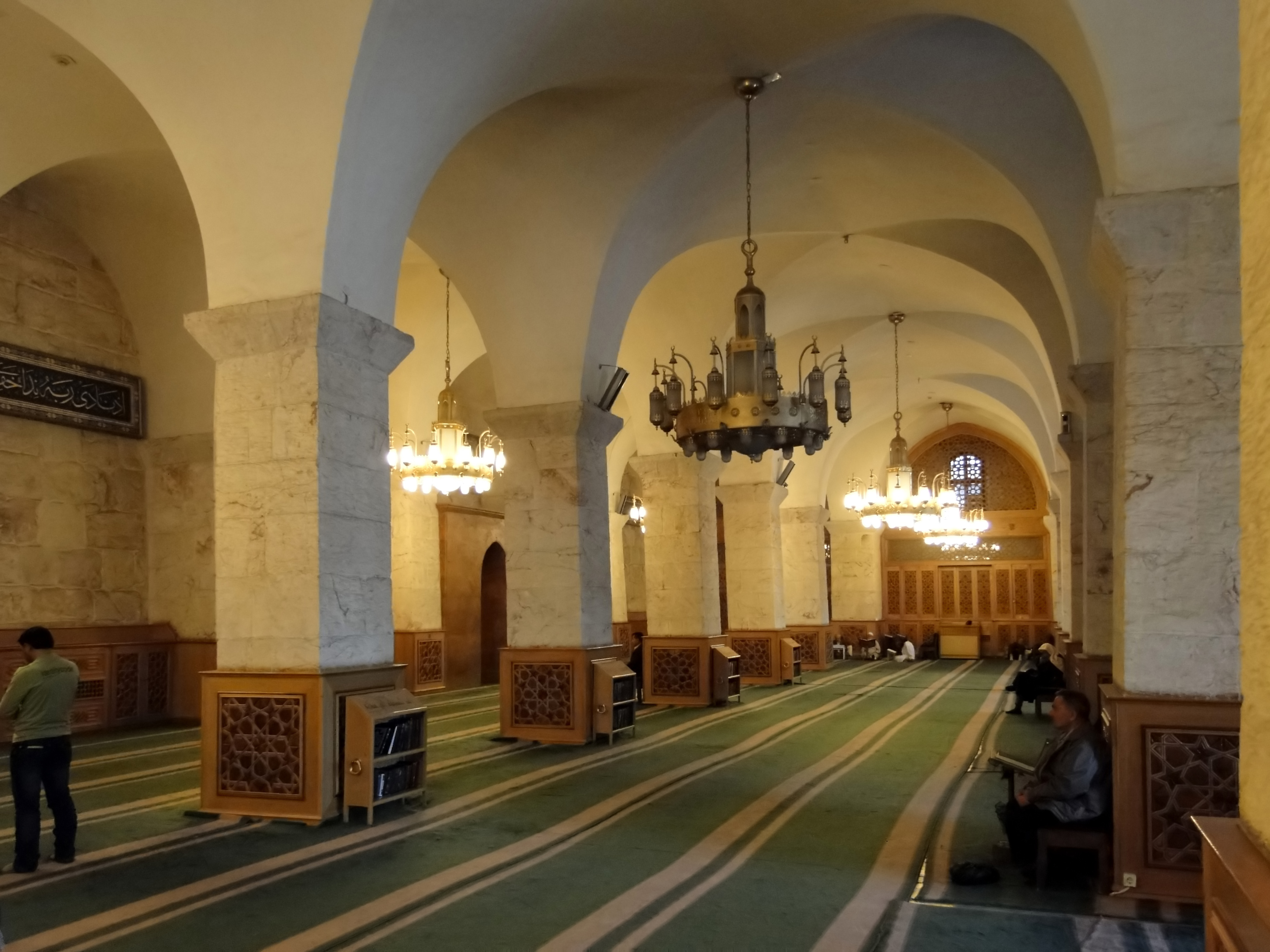
礼拝堂の広間

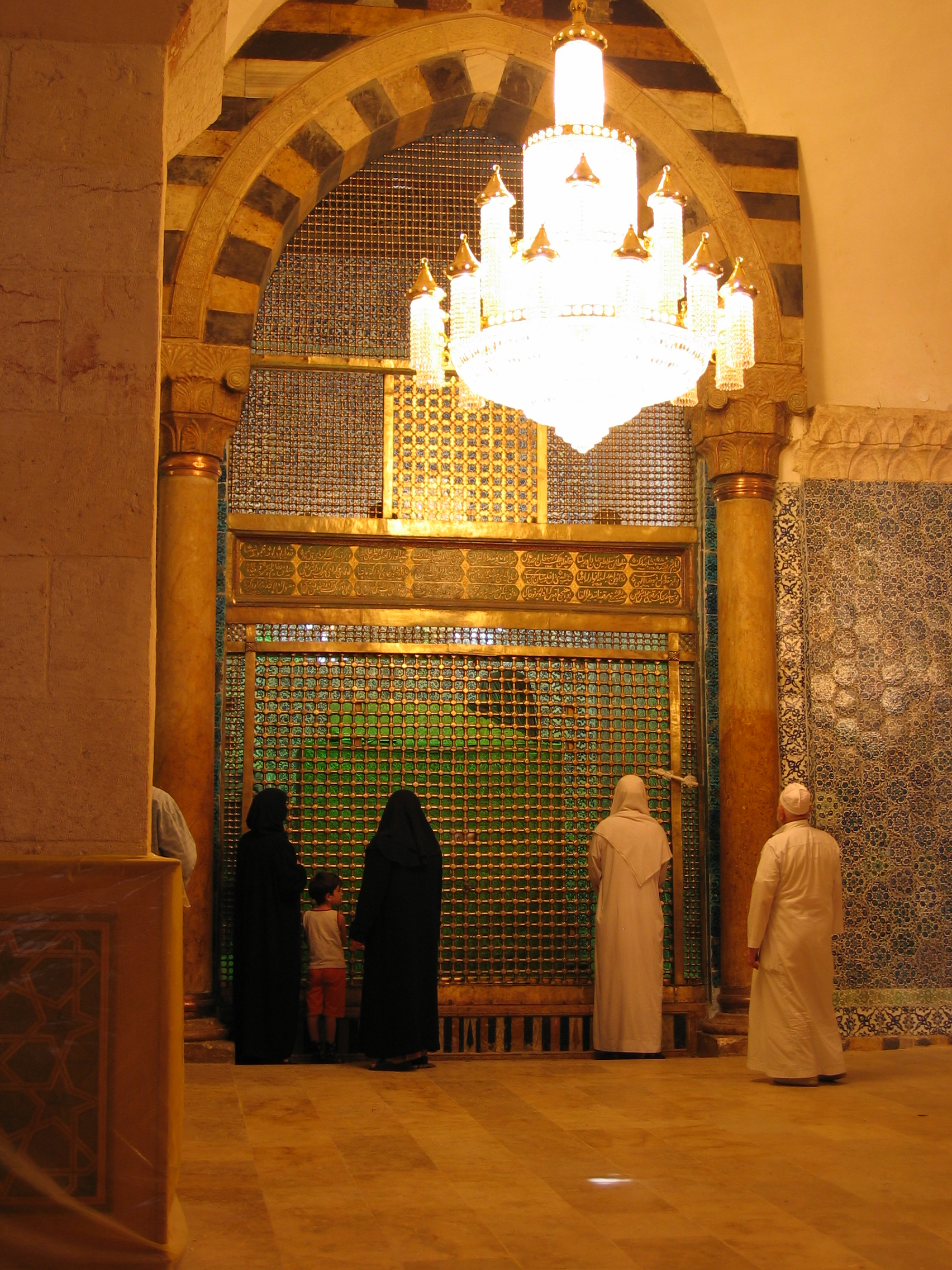
モスク内のザカリアの祠堂

ハラーム（haram、「聖域」）は、中庭の南にある中心の礼拝堂からなり、そこにはモスクの主な構成要素である、ザカリアの祠堂、15世紀のミンバル（説教壇）、精巧に彫られたミフラーブ（聖龕）などがある。中央の入口には、その建設がオスマン帝国の君主ムラト3世によると考えられる銘文などがあるが、それはマムルーク朝により建造された。その広間には3つの身廊があり、交差ヴォールト (cross-vault) をもつ全列18本の四角い柱が並ぶ。この大きな礼拝堂は、当初、中央にドームのある通常の平らな屋根であったが、マムルーク朝の統治時代、アーチや回廊上に小さなドームをもつ複雑な交差ヴォールト様式に置き換えられた。ミフラーブは深く円を描き、ザカリアのものといわれる霊廟は南壁沿いの左側にある。
残る中庭の面に接して、ほかに3つの広間がある。東と北の広間にはそれぞれ2つの身廊があり、西の広間にも1つある。 後者は主に近代の建造である。東の広間はマリク・シャー（1072-1092年）に、北の広間はマムルーク朝の君主バルクーク（在位1382-1399年）のうちに改修されたが、11世紀当初の特徴が保たれている。

### マクスーラ
ダマスカスの大モスクと同様、マクスーラが礼拝堂の床面より一段高く上がった正方形のドーム形の部屋のように建てられ、その壁の内面全体を覆うカーシャーン・タイルで装飾されている。2本の堅固な柱に支えられた柱頭をもつ大きなアーチ形の門に加えて青銅の扉面がマクスーラへの入口を構成する。預言者ザカリヤの遺骸を収めた墓は、マリヤム章のコーランの詩 (Quranic verse) を含む銀の刺繍で装飾され、室内の中央に位置する。
大モスクは、多くのイスラームおよび前イスラームの文書などがある小さな博物館をもつ。博物館には、預言者ムハンマドの髪の毛が入っているといわれる箱など、貴重な数多くのものが、シリア内戦の2013年の衝突の際に略奪されている。しかし、反政府者は、そうではなく古代の手書きのコーランの文書を救い出し、それらを人目につかないように隠したと主張した。

## 画像

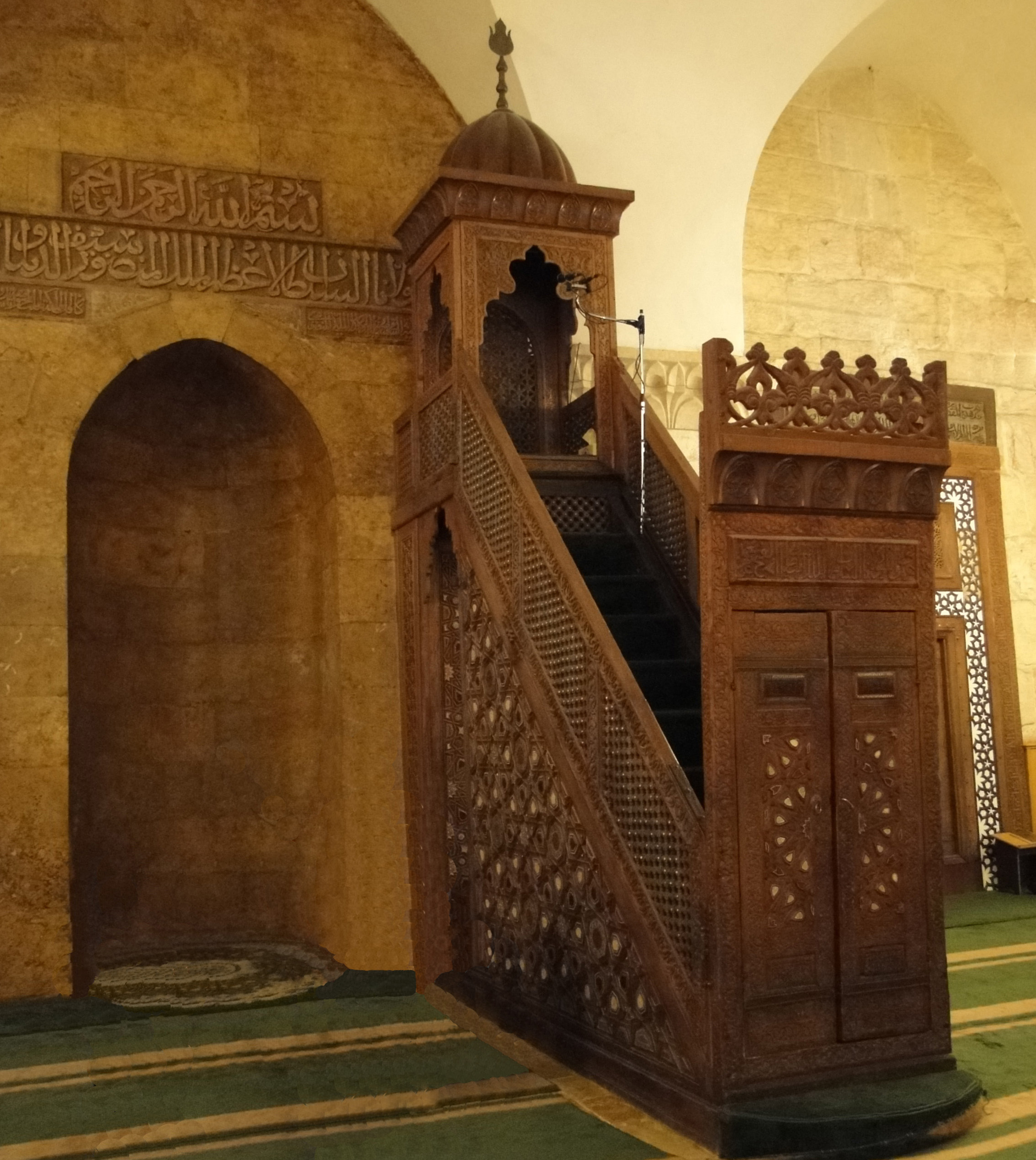
ミンバルとミフラーブ
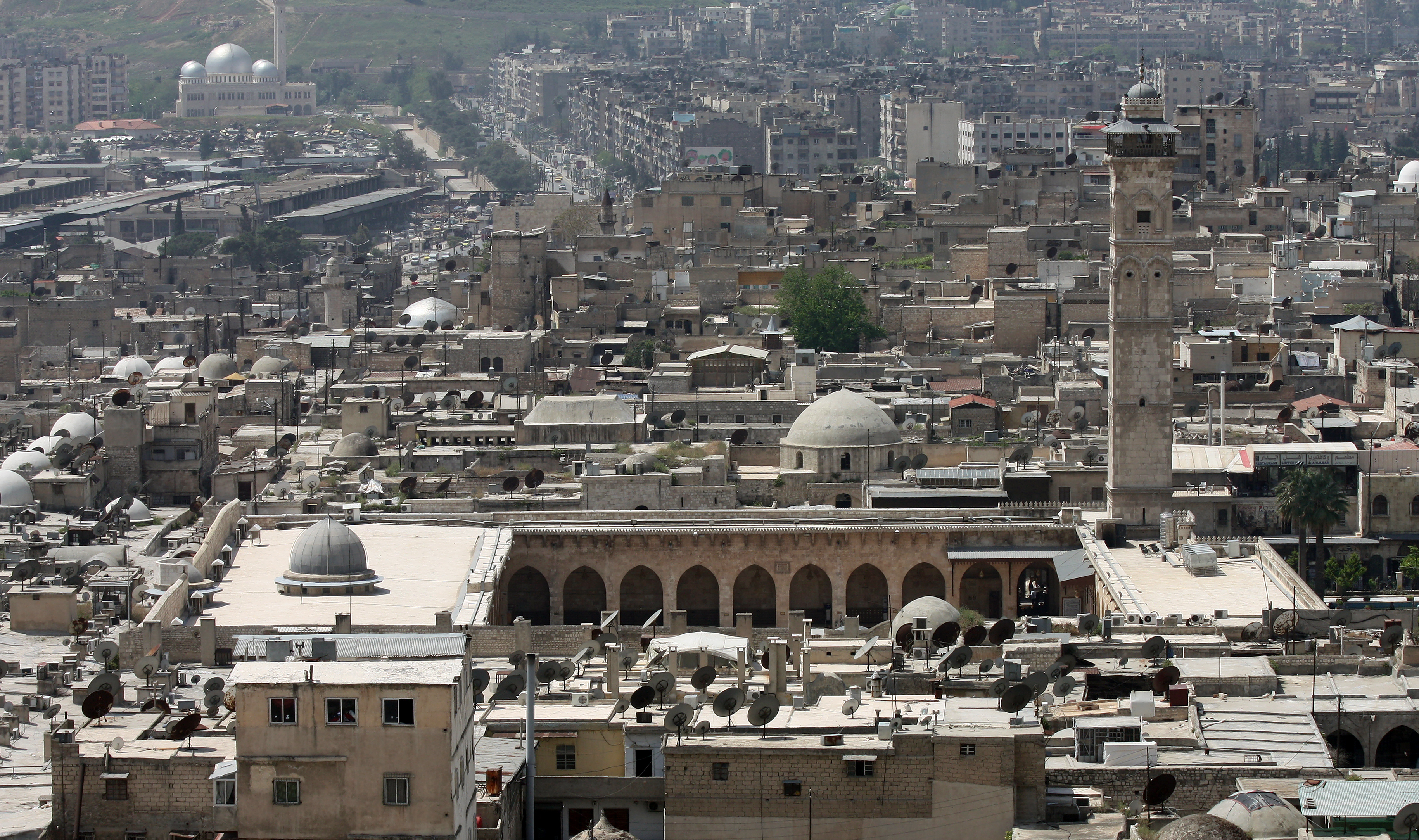
アレッポ城から見た大モスク（2010年）